# Nathan Tyson
Nathan Tyson (Reading, Inglaterra, 4 de mayo de 1982) es un futbolista inglés, juega en la posición de delantero y su equipo es el Grantham Town F. C. de la Northern Premier League de Inglaterra.

## Trayectoria

### Reading
Nathan Tyson estudió en la Escuela Forestal Winnersh. Comenzó su carrera en el Reading como parte de la academia juvenil, haciendo su debut en el equipo el 19 de abril de 2000. Se unió al Swansea City de la Tercera División en calidad de préstamo por un mes inicialmente, pero se mantuvo en el club hasta que fue cedido en marzo de 2002 al Cheltenham Town.

### Wycombe Wanderers
En diciembre de 2003, Tyson se unió al Wycombe Wanderers de Segunda División en un préstamo a corto plazo. Después de impresionar al mánager Tony Adams, a Tyson se le ofreció un acuerdo de dos años que se firmó en marzo de 2004. El valor traspaso es desconocido, pero se cree que fueron alrededor de £100,000 con un 20% de venta en la cláusula. Medios de comunicación han fijado la compra en la región de las £140,000, con un 25% de venta en la cláusula.
Tyson se convirtió en el máximo goleador de las ligas inglesas durante la temporada 2004-05 con 22 goles en 42 apariciones en la liga. También ganó el premio al Mejor Jugador del Año del club, por delante del defensa Roger Johnson. 
Comenzó la temporada 2005-06 con 13 goles en 19 partidos, siendo el máximo goleador de la liga. Fue nombrado Jugador del Mes de la Liga Dos en agosto, habiendo anotado seis goles en seis partidos. 

### Nottingham Forest
Se unió en noviembre de 2005 al Nottingham Forest de la League One, en calidad de préstamo hasta enero. Posteriormente, firmó un contrato permanente en el club por una tarifa de £675,000, y se le asignó el número 38. 
Tyson anotó su primer gol con el Nottingham Forest contra Puerto Vale en un partido de liga en el The City Ground, el 6 de diciembre de 2005 (Tyson también logró anotar en la vuelta contra Puerto Vale, el 18 de febrero de 2006). Un intento desviado Southend United, en su debut, en lugar había sido declarado como un gol en propia meta de Che Wilson.
Un poco de humor-desgracia le ha seguido durante sus tiempos en diversos clubes de fútbol, aunque no afectan directamente a él. Alan Pardew partió como entrenador poco después de su llegada al club, y la salida de John Hollins en el Swansea City y Tony Adams en los Wycombe Wanderers llegaron poco después de su llegada a los respectivos clubes. Gary Megson abandonó el Nottingham Forest en el mes siguiente a que Tyson fuera jugador permanente. Tyson se rio de la sugerencia de que estos sucesos fueran una maldición en una entrevista después de la victoria de Nottingham Forest en Port Vale. Mientras  juega en la FA Cup, hubo especulaciones de que se fuese al club de la ciudad de Birmingham aparentemente una oferta de £1.5m para el delantero. El 5 de agosto de 2006, transcurrido sólo unos minutos del primer partido de la temporada contra Bradford, Tyson tuvo una grave lesión. En noviembre de 2006, regresó de la lesión, dos meses antes de lo previsto. Su primer partido tras regresar de su lesión de rodilla fue contra Rotherham United el 18 de noviembre de 2006. Sólo unos pocos partidos más tarde, se compensarán ya que obtuvo un hat-trick en la primera mitad, tras solo 8 minutos, en Crewe, el más rápido en la liga de fútbol inglesa.
Tyson se perdió la mayoría de partidos antes de la temporada, pero hizo una sorprendente vuelta en contra del Leeds el 25 de agosto de 2007, cuando llegó el segundo tiempo como un sustituto, un mes antes de que se espera su regreso. Hizo su primer partido de la campaña en los Forest con victoria 2-0 en el Port Vale y anotó su primer gol de la temporada en la casa en el 3-2 en la derrota ante el Leicester. Él se perdió la mayor parte del período de la Navidad del 2007 por lesión, pero luego volvió al equipo. Volvió a lesionarse contra el Swindon City, pero volvió pronto. Marcó 12 goles en todas las competiciones en la  temporada 2007-08, ayudando a obtener los Forest a la promoción a la Championship League, por acabar segundo en la Liga One en un dramático último día de la temporada.
Tyson declaró rápidamente después de la elevación del Bosque que él quería un nuevo trato, con su actual contrato que finaliza en el verano de 2009. Gerente Colin Calderwood ha ofrecido una prórroga de dos años a la operación, con el rechazo de la oferta Tyson a ver qué pasa esta temporada. También ha sido objeto de una oferta de 750 000 £ de Bristol City en mayo de 2008, pero fue rechazada por los rojos.
Hizo su regreso como sexagésimo sexto minuto sustituto contra Watford en la Ciudad de tierra el 23 de agosto de 2008, teniendo sólo dos minutos para anotar como él en, un pounced Robert Earnshaw tiro libre que golpeó el poste. Dejó de tocar en los más fáciles de ins-a pocos metros, y, en lo que al ser un juego de cerca, que finalmente resultó ser el ganador.
El 6 de enero de 2009, Tyson firmó un acuerdo para mantenerlo en el Forest hasta el verano de 2011.
El 22 de enero, Tyson ganó la 3 ª ronda de FA Cup como jugador de la ronda, después de su excelente rendimiento y excelente frente al gigante de la Premier League: el Manchester City 3-0.

## Selección nacional
Ha sido internacional con la selección de fútbol sub-20 de Inglaterra.

## Clubes
| Club                             | País       | Año       |
| -------------------------------- | ---------- | --------- |
| Reading F. C.                    | Inglaterra | 1999-2004 |
| Maidenhead United F. C. (cedido) | Inglaterra | 2001      |
| Swansea City A. F. C. (cedido)   | Gales      | 2001      |
| Cheltenham Town F. C. (cedido)   | Inglaterra | 2002      |
| Wycombe Wanderers F. C. (cedido) | Inglaterra | 2004      |
| Wycombe Wanderers F. C.          | Inglaterra | 2004-2006 |
| Nottingham Forest F. C. (cedido) | Inglaterra | 2005-2006 |
| Nottingham Forest F. C.          | Inglaterra | 2006-2011 |
| Derby County F. C.               | Inglaterra | 2011-2013 |
| Millwall F. C. (cedido)          | Inglaterra | 2013      |
| Blackpool F. C.                  | Inglaterra | 2013-2014 |
| Fleetwood Town F. C. (cedido)    | Inglaterra | 2013-2014 |
| Notts County F. C. (cedido)      | Inglaterra | 2014      |
| Doncaster Rovers F. C.           | Inglaterra | 2014-2016 |
| Kilmarnock F. C.                 | Escocia    | 2016-2017 |
| Wycombe Wanderers F. C.          | Inglaterra | 2017-2019 |
| Notts County F. C.               | Inglaterra | 2019-2020 |
| Chesterfield F. C. (cedido)      | Inglaterra | 2020      |
| Chesterfield F. C.               | Inglaterra | 2020-2022 |
| Alfreton Town F. C. (cedido)     | Inglaterra | 2022      |
| Grantham Town F. C.              | Inglaterra | 2022-     |